# Crist s'ha aturat a Èboli
Crist s'ha aturat a Èboli (títol original: Cristo si è fermato a Eboli) és una pel·lícula franco-italiana dirigida per Francesco Rosi, estrenada l'any 1979, amb Gian Maria Volontè en el paper principal.
És l'adaptació de la novel·la homònima de Carlo Levi, que descriu el confinament d'un opositor antifeixista a Aliano, un poble de la Lucània, durant la Itàlia feixista. Ha estat doblada al català.

## Argument
Inspirada en la novel·la autobiogràfica de Carlo Levi, aquesta pel·lícula conta la vida d'un metge i escriptor antifeixista en residència vigilada a la Basilicata a partir del 1935. Tota activitat li és prohibida, compresa la d'exercir la medicina. Descobreix el món pagès, lluny dels cercles intel·lectuals. Serà alliberat al cap de dos anys després d'haver conquistat l'estima dels agricultors pobres de la regió.

## Repartiment
- Gian Maria Volontè: Carlo Levi
- Lea Massari: Luisa Levi
- Alain Cuny: El baró Rotundo
- Irène Papas: Giulia
- Paolo Bonacelli: El Podestà, don Luigino Magalone
- François Simon: El capellà, don Traiella
- Francesco Càllari: El metge Gibilisco
- Antonio Allocca: L'inspector dels impostos
- Tommaso Polgar: "Sanaporcelle"
- Vincenzo Vital: El metge Milillo
- Luigi Infantino: El xofer
- Frank Raviele: El brigadier
- Maria Antonia Capotorto: Madame Caterina
- Lidia Bavusi: La vídua

## Premis
- 1979: Premi David di Donatello a la millor pel·lícula i al millor realitzador
- 1979: Gran premi del Festival internacional de cinema de Moscou
- 1983: Premi de la British Academy of Film and Television Arts, « millor pel·lícula en llengua estrangera »